# Filmes de 1947 da RKO Pictures

## A RKO em 1947

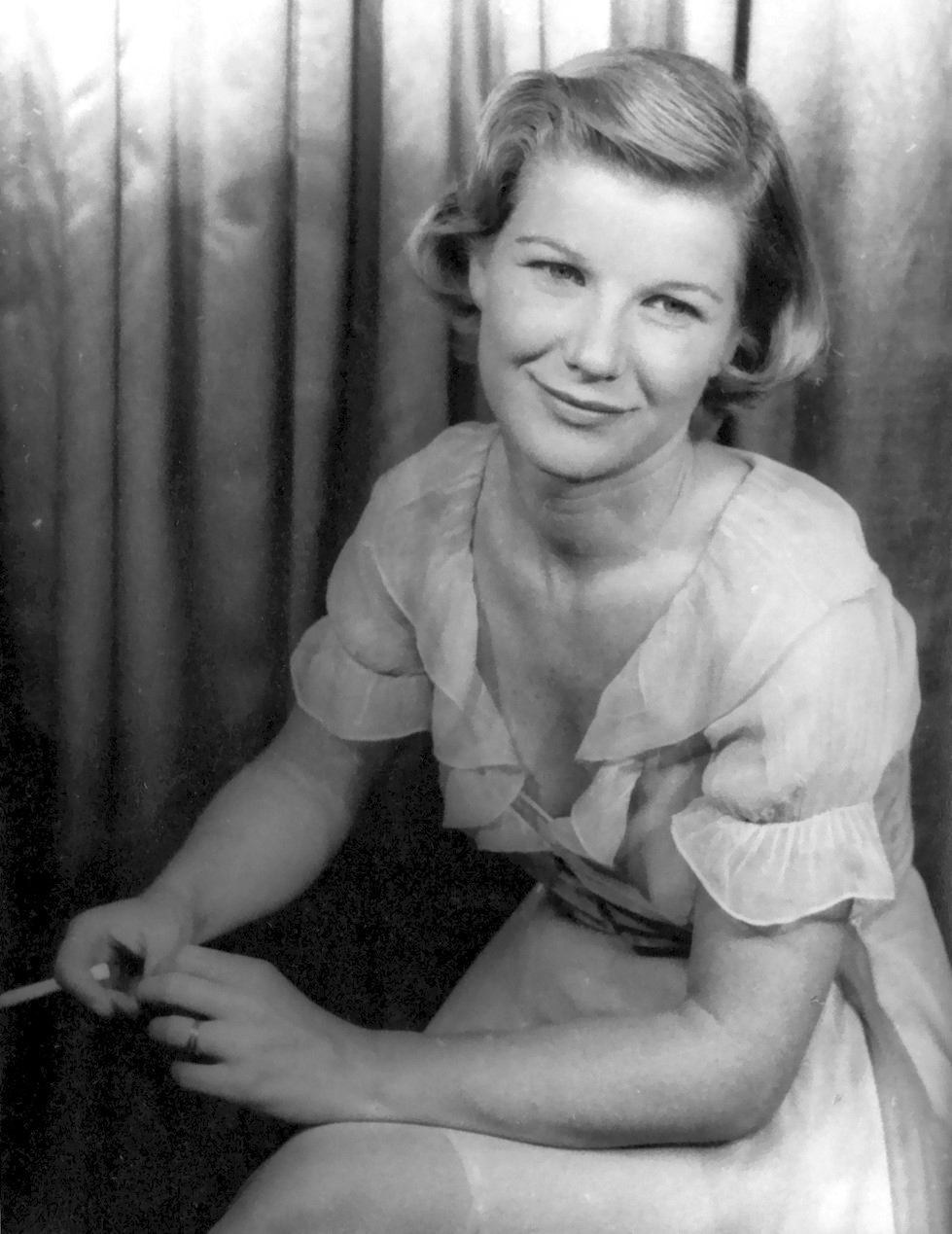
Barbara Bel Geddes em 1955. A atriz estreou em The Long Night, ao lado de Henry Fonda. A película foi um fiasco de bilheteria, tendo dado um prejuízo de um milhão de dólares à RKO. Barbara fez apenas outros dois filmes no estúdio.

Teve início um longo período de crise para a indústria cinematográfica norte-americana. Os custos de produção tinham praticamente dobrado desde 1944 e um novo imposto solapava os lucros de seus filmes na Grã-Bretanha -- e outros países tomavam medidas semelhantes. Enquanto isso, as bilheterias internas encolhiam cerca de 20%.
O ano trouxe outra tempestade, na forma do que ficou conhecido como Macartismo. As investigações sobre atividades comunistas nas instituições norte-americanas levou o medo e a cizânia a Hollywood. Entre os chamados Dez de Hollywood, que se recusaram a colaborar com a Comissão e foram convocados a depor no Congresso, estavam o produtor Adrian Scott e o diretor Edward Dmytryk, ambos com contrato na RKO. Responsáveis por Crossfire, o maior sucesso do estúdio no ano, eles ainda assim foram despedidos e colocados na nefanda Lista Negra, o que os impedia de trabalhar no cinema e na televisão.
Dore Schary, roteirista premiado com o Oscar de Melhor História Original em 1938, e que trabalhava com David O. Selznick, chegou à RKO para ocupar em definitivo a vaga de Charles Koerner como chefe de produção. Robert Ryan e Tim Holt retornaram do serviço militar, enquanto Robert Mitchum foi catapultado para as produções classe A. A promissora Barbara Bel Geddes estreou em The Long Night e Gloria Grahame conseguiu um longo contrato após notável atuação em Crossfire.
A RKO lançou 40 filmes em 1947, entre produções próprias, produções independentes e coproduções. Os maiores sucessos foram Crossfire, The Bachelor and the Bobby-Soxer, Nocturne e Trail Street. Crossfire e The Bishop's Wife receberam cinco indicações ao Oscar cada um, sendo que este último venceu na categoria Melhor Mixagem de Som. The Farmer's Daughter, Song of the South, The Bachelor and the Bobby-Soxer e o documentário Design for Death também receberam estatuetas.
As nuvens negras que se avolumavam no horizonte levaram ao lucro de $5.085.847, um resultado muito abaixo daquele registrado no ano anterior e que prenunciava turbulências nos anos seguintes.

## Prêmios Oscar
Vigésima cerimônia, com os filmes exibidos em Los Angeles no ano de 1947.
| Filme                            | Indicações | Premiações              |
| -------------------------------- | --- | ----------------------- |
| The Bachelor and the Bobby-Soxer | Melhor Roteiro Original | Melhor Roteiro Original |
| The Bishop's Wife                | Melhor Filme Melhor Diretor Melhor Edição Melhor Trilha Sonora Melhor Mixagem de Som                                                | Melhor Mixagem de Som   |
| Crossfire                        | Melhor Filme Melhor Diretor Melhor Ator Coadjuvante (Robert Ryan) Melhor Atriz Coadjuvante (Gloria Grahame) Melhor Roteiro Adaptado | ---                     |
| Design for Death                 | Mehor Documentário | Melhor Documentário     |
| The Farmer's Daughter            | Melhor Atriz (Loretta Young) Melhor Ator Coadjuvante (Charles Bickford)                                                             | Melhor Atriz            |
| Mourning Becomes Electra         | Melhor Ator (Michael Redgrave) Melhor Atriz (Rosalind Russell)                                                                      | ---                     |
| Song of the South                | Melhor Canção Melhor Trilha Sonora                                                                                                  | Melhor Canção           |

## Os filmes do ano
| Título original                  | Título PT/BR                | Título PT/PT               | Astros                                 | Diretor                       |
| -------------------------------- | --------------------------- | -------------------------- | -------------------------------------- | ----------------------------- |
| The Bachelor and the Bobby-Soxer | O Solteirão Cobiçado        | O Solteirão e a Pequena    | Cary Grant, Myrna Loy                  | Irving Reis                   |
| Banjo                            | Banjo                       |                            | Sharyn Moffett, Jacqueline White       | Richard Fleischer             |
| Beat the Band                    |                             |                            | Frances Langford, Ralph Edwards        | John H. Auer                  |
| The Bishop's Wife                | Um Anjo Caiu do Céu         | O Mensageiro do Céu        | Cary Grant, Loretta Young              | Henry Koster                  |
| Born to Kill                     | Nascido para Matar          |                            | Lawrence Tierney, Claire Trevor        | Robert Wise                   |
| Code of the West                 | Terra Sangrenta             |                            | James Warren, Debra Alden              | William Berke                 |
| Crossfire                        | Rancor                      | Encruzilhada               | Robert Young, Robert Mitchum           | Edward Dmytryk                |
| Design for Death                 |                             |                            | Documentário                           | Richard Fleischer             |
| Desperate                        | Desesperado                 | Desesperado                | Steve Brodie, Audrey Long              | Anthony Mann                  |
| The Devil Thumbs a Ride          | A Morte Misteriosa          |                            | Lawrence Tierney, Ted North            | Felix Feist                   |
| Dick Tracy's Dilemma             | Dick Tracy em Luta          |                            | Ralph Byrd, Lyle Latell                | John Rawlins                  |
| Dick Tracy Meets Gruesome        | Dick Tracy Contra o Monstro | Proezas de Bandidos        | Ralph Byrd, Boris Karloff              | John Rawlins                  |
| Dick Tracy Vs. Cueball           | O Punhal Sangrento          |                            | Morgan Conway, Anne Jeffreys           | Gordon Douglas                |
| The Falcon's Adventure           | A Aventura do Falcão        |                            | Tom Conway, Madge Meredith             | William Berke                 |
| The Farmer's Daughter            | Ambiciosa                   | A Filha do Lavrador        | Loretta Young, Joseph Cotten           | H. C. Potter                  |
| Fun and Fancy Free               | Como É Bom Se Divertir      | Batalha de Gigantes        | Animação                               | Jack Kinney et alli           |
| Honeymoon                        | Amor de Duas Vidas          | O Idílio Turbulento        | Shirley Temple, Franchot Tone          | William Keighley              |
| A Likely Story                   | Delicioso Engano            |                            | Bill Williams, Barbara Hale            | H. C. Potter                  |
| The Locket                       | Angústia                    | O Medalhão Maldito         | Laraine Day, Brian Aherne              | John Brahm                    |
| The Long Night                   | Noite Eterna                | Sob o Manto da Noite       | Henry Fonda, Barbara Bel Geddes        | Anatole Litvak                |
| Magic Town                       | Cidade Mágica               | A Cidade Mágica            | James Stewart, Jane Wyman              | William Wellman               |
| Man About Town                   | O Silêncio É de Ouro        | O Silêncio É de Ouro       | Maurice Chevalier, François Périer     | René Clair                    |
| Mourning Becomes Electra         | Conflito de Paixões         | Electra                    | Rosalind Russell, Michael Redgrave     | Dudley Nichols                |
| Nocturne                         | Noturno                     | Nocturno                   | George Raft, Lynn Bari                 | Edwin L. Marin                |
| Out of the Past                  | Fuga do Passado             | O Arrependido              | Robert Mitchum, Jane Greer             | Jacques Tourneur              |
| Riff-Raff                        | Uma Aventura no Panamá      |                            | Pat O'Brien, Anne Jeffreys             | Ted Tetzlaff                  |
| San Quentin                      | San Quentin                 | O Presídio de San Quentin  | Lawrence Tierney, Barton MacLane       | Gordon Douglas                |
| The Secret Life of Walter Mitty  | O Homem de 8 Vidas          | O Homem das Sete Vidas     | Danny Kaye, Virginia Mayo              | Norman Z. McLeod              |
| Seven Keys to Baldpate           |                             |                            | Phillip Terry, Jacqueline White        | Lew Landers                   |
| Sinbad the Sailor                | Simbad, O Marujo            | Sinbad, O Marinheiro       | Douglas Fairbanks, Jr., Maureen O'Hara | Richard Wallace               |
| Song of the South                | A Canção do Sul             | A Canção do Sul            | Ruth Warrick, Bobby Driscoll           | Harve Foster, Wilfred Jackson |
| Tarzan and the Huntress          | Tarzan e a Caçadora         | Tarzan e a Caçadora        | Johnny Weissmuller, Brenda Joyce       | Kurt Neumann                  |
| They Won't Believe Me            | A Rua das Almas Perdidas    | Não Me Condenem            | Susan Hayward, Robert Young            | Irving Pichel                 |
| Thunder Mountain                 | Morros Trovejantes          |                            | Tim Holt, Martha Hyer                  | Lew Landers                   |
| Trail Street                     | O Passo do Ódio             | Os Ginetes da Morte        | Randolph Scott, Robert Ryan            | Ray Enright                   |
| Tycoon                           | Inferno nos Trópicos        | Tycoon, A Grande Conquista | John Wayne, Laraine Day                | Richard Wallace               |
| Under the Tonto Rim              | Montanhas Perigosas         |                            | Tim Holt, Nan Leslie                   | Lew Landers                   |
| Vacation in Reno                 |                             |                            | Jack Haley, Anne Jeffreys              | Leslie Goodwins               |
| Wild Horse Mesa                  | O Cavalo Selvagem           |                            | Tim Holt, Nan Leslie                   | Wallace Grissell              |
| The Woman on the Beach           | A Mulher Desejada           | A Mulher Desejada          | Joan Bennett, Robert Ryan              | Jean Renoir                   |